# Krzysztof Migoń
Krzysztof Migoń (ur. 20 lipca 1940 w Bogusławicach) – polski profesor, bibliolog na Uniwersytecie Wrocławskim.

## Edukacja
W 1962 roku ukończył studia na Uniwersytecie Wrocławskim, broniąc pracy magisterskiej „Polska produkcja wydawnicza czasów saskich w zakresie literatury obcej”. Od tegoż roku zatrudniony w Instytucie Bibliotekoznawstwa Uniwersytetu Wrocławskiego. Od 1963 asystent, 1969 adiunkt, 1973 docent, od 1982 profesor rodzimej uczelni.
W 1968 roku otrzymał stopień doktora przedstawiwszy dysertację: „Recepcja książki orientalistycznej na Śląsku do końca XVIII wieku”, napisaną pod kierunkiem prof. Karola Głombiowskiego. W 1976 doktor habilitowany na podstawie rozprawy: „Nauka o książce wśród innych nauk społecznych”.

## Praca naukowa
Specjalizuje się w zakresie teorii i historii książki i nauki o książce, nauce o piśmie i języku, klasyfikacji nauk i piśmiennictwa, a także orientalistyce.
W latach 1972–1975 zastępca dyrektora, w latach 1981–1996 dyrektor Instytutu Bibliotekoznawstwa Uniwersytetu Wrocławskiego. Członek Sekcji Literaturoznawstwa, Bibliotekoznawstwa i Informacji Naukowej Komitetu Badań Naukowych. Od 1988 redaktor naczelny „Studiów o Książce”. Od 1989 wiceprezes Zarządu Głównego Polskiego Towarzystwa Bibliologicznego. Od 1991 członek Centralnej Komisji do spraw Tytułu Naukowego i Stopni Naukowych. W latach 1998–2004 przewodniczący Rady Naukowej Biblioteki Narodowej. Od 1999 kierownik Zakładu Teorii i Historii Książki. Od 1999 Członek Senackiej Komisji Kadr i Zatrudnienia.
Członek Wrocławskiego Towarzystwa Naukowego (od 1974), Polskiego Towarzystwa Orientalistycznego (od 1966), członek honorowy Kaliskiego Towarzystwa Przyjaciół Nauk (2000). Członek Arbeitskreis Druckgeschichte w Wormacji (od 1987), Association Internationale de Bibliologie w Paryżu (od 1988), Gutenberg Gesellschaft w Moguncji (od 1997), Leibniz-Sozietaet (od 2001). Członek rady redakcyjnej serii „Buchwissenschaftliche Beiträge aus dem Deutschen Bucharchiv” w Monachium. Członek komitetów redakcyjnych litewskich czasopism księgo- i bibliotekoznawczych „Knygotyra” i „Bibliotekininkyste”.
Odbył staże jako Profesor wizytujący na Univeristy of Illinois, Chicago (1978), Johannes Gutenberg Universität, Moguncja (1992); stypendysta: DAAD we Frankfurcie i Moguncji (1981), Herzog August Bibliothek w Wolfenbüttel (1985).
Kawaler Krzyża Kawalerskiego Orderu Odrodzenia Polski w 1984.

## Wybrane publikacje
- Recepcja książki orientalistycznej na Śląsku do końca XVIII wieku, Wrocław: Wydaw. Zakł. Nar. im. Ossolińskich, 1969 (Monografie z dziejów historii nauki i techniki, T.62);
- Z dziejów nauki o książce, Wrocław: Wydaw. Zakł. Nar. im. Ossolińskich, 1979 (Książki o Książce);
- Nauka o książce: zarys problematyki, Wrocław: Wydaw. Zakł. Nar. im. Ossolińskich, 1984 (tłumaczone na język niemiecki i rosyjski: Wiesbaden 1990; Moskwa 1991);
- Autor i konsultant działu „Nauka o książce” w Wielkiej Encyklopedii Powszechnej PWN.